# Helophilus borealis
Helophilus borealis là một loài ruồi trong họ Ruồi giả ong (Syrphidae). Loài này được Staeger mô tả khoa học đầu tiên năm 1845. Helophilus borealis phân bố ở miền Tân bắc (Greenland)